# 小野東洋ゴルフ倶楽部
小野東洋ゴルフ倶楽部（おのとうようゴルフくらぶ）は、兵庫県小野市日吉町に広がるゴルフ場である。

## 概要
小野東洋ゴルフ倶楽部は、新たなゴルフ場建設に向け、「東洋企業グリーン開発株式会社」がゴルフ場経営に乗り出したことに始まる。コース設計は上田治が、工事は株式会社竹中工務店が行い、1971年（昭和46年）11月14日、18ホール規模のゴルフ場が開場された。ゴルフ場は、各ホールは松林でセパレートされた、自然豊かな丘陵コースである。また、日本のプロゴルフメジャー大会の1つ、日本プロゴルフ協会主催競技でもあり、日本選手権大会に相当する、日本プロゴルフ選手権大会などの大会開催の実績がある。

## 所在地
〒675-1315 兵庫県小野市日吉町570-1番地

## コース情報
- 開場日 - 1971年11月14日
- 設計者 - 上田 治
- 面積 - 800,000m2（約24.2万坪）
- コースタイプ - 丘陵コース
- コース - 18ホールズ、パー72、7,233ヤード、コースレート75.3
- グリーン - 1グリーン、ベント（ペンクロス）
- フェアウエイ - コーライ
- ラフ - ノシバ
- ハザード - バンカーの102、池が絡むホール1
- プレースタイル - 乗用カート(5人乗り)リモコン式、全組キャディ付き
- 練習場 - 20打席 250ヤード
- 休場日 - 毎週月曜日、12月31日、1月1日 [3][4]

## クラブ情報
- ハウス面積 - 2,867m2（867.2坪）
- ハウス設計 - 株式会社竹中工務店
- ハウス施工 - 株式会社竹中工務店[3][4]

## ギャラリー
- コース - 「小野東洋ゴルフ倶楽部」、コース情報
- ハウス - 「小野東洋ゴルフ倶楽部」、レストラン

## 交通アクセス
鉄道
- JR加古川線 - 小野町駅よりタクシー利用 約13分
- 神戸電鉄 - 小野駅よりタクシー利用 約10分

道路
- 山陽自動車道 - 三木小野ICより 8.8km
- 中国自動車道 - 吉川ICより 16.6km [5]

## 競技開催実績
- 2011年（平成23年） - 第79回 日本プロゴルフ選手権大会開催[6]

## 関連文献
- 『ゴルフ場ガイド 西版』2006-2007、「小野東洋ゴルフ倶楽部（兵庫県）」、東京 ゴルフダイジェスト社、2006年5月、2020年10月3日閲覧
- 『月刊ゴルフマネジメント』、「クローズアップ21(その107)会員満足度を高めるコース管理と素早いクレーム処理 小野東洋ゴルフ倶楽部 会員中心の運営が幅広い層の支持を得る」、東京 一季出版、2009年11月、2020年10月3日閲覧
- 『月刊ゴルフマネジメント』、「ゴルフ倶楽部を考える(294回)三木ゴルフ倶楽部と小野東洋ゴルフ倶楽部の創設」、井上勝純著、東京 一季出版、2010年10月、2020年10月3日閲覧
- 『ゴルフ場セミナー』、「Course Report(VOL.254)小野東洋ゴルフ倶楽部(兵庫県) プロ競技開催の名門コースが法人コンペで入場者数を回復」、東京 ゴルフダイジェスト社、2020年4月、2020年10月3日閲覧